# Палу
Палу̀ (на италиански и на венециански: Palù) е село и община в Северна Италия, провинция Верона, регион Венето. Разположено е на 25 m надморска височина. Населението на общината е 1262 души (към 2015 г.).